# Éguelshardt
Éguelshardt (Duits:Egelshardt) is een gemeente in het Franse departement Moselle (regio Grand Est) en telt 401 inwoners (1999). De plaats maakt deel uit van het arrondissement Sarreguemines.

## Geografie
De oppervlakte van Éguelshardt bedraagt 16,9 km², de bevolkingsdichtheid is 23,7 inwoners per km².
De onderstaande kaart toont de ligging van Éguelshardt met de belangrijkste infrastructuur en aangrenzende gemeenten.

## Demografie
Onderstaande figuur toont het verloop van het inwonertal (bron: INSEE-tellingen).